# Valentin Eichenlaub

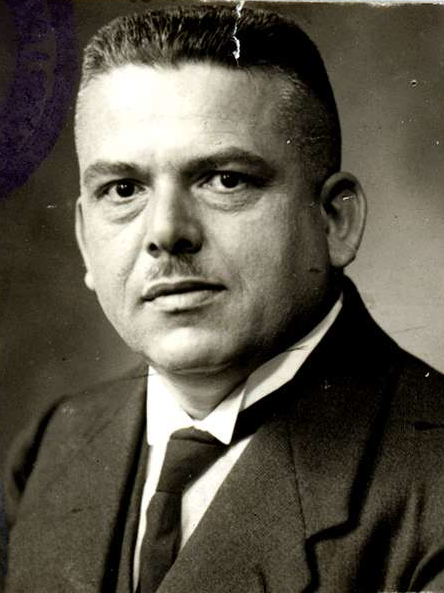
Valentin Eichenlaub

Valentin Eichenlaub (* 26. August 1882 in Herxheim; † 18. April 1958) war ein deutscher Gewerkschafter, Verwaltungsbeamter und Politiker (Zentrum).

## Leben
Nach dem Volksschulabschluss 1895 und dem Besuch der Fortbildungsschule arbeitete Eichenlaub von 1898 bis 1906 als Zigarrenmacher. Von 1902 bis 1904 leistete er Militärdienst. Er engagierte sich in der Christlichen Gewerkschaft und war später als Sekretär und Bezirksleiter für den Zentralverband christlicher Tabak- und Zigarrenarbeiter in Heidelberg tätig.
Eichenlaub, der in die Zentrumspartei eingetreten war, arbeitete nach dem Ersten Weltkrieg als Parteisekretär in Konstanz. Er war ab 1920 als Regierungsrat im Badischen Arbeitsministerium tätig und wechselte nach dessen Auflösung im Oktober 1924 zum Innenministerium, wo er die Ernennung zum Oberregierungsrat erhielt. Im Oktober 1925 wurde er als Abgeordneter in den Landtag der Republik Baden gewählt, dem er bis 1933 angehörte.
Nach der Machtübernahme der Nationalsozialisten wurde Eichenlaub am 2. Mai 1933 aufgrund § 2 des Gesetzes zur Wiederherstellung des Berufsbeamtentums entlassen, kurz darauf aber aufgrund des Einflusses seiner Parteifreunde Ernst Föhr und Albert Hackelsberger wieder eingestellt. In der Folgezeit erfolgte seine Überwachung durch die Gestapo. Eichenlaub lehnte einen Eintritt in die NSDAP ab und pflegte ab 1934 Kontakte zum Widerstand in Südwestdeutschland. Am 28. August 1944 wurde er im Zuge der „Aktion Gitter“ verhaftet, aber im Oktober nach Unterzeichnung einer politischen Verpflichtungserklärung wieder entlassen.
Nach dem Zweiten Weltkrieg war Eichenlaub als Regierungsdirektor stellvertretender Leiter der Abteilung Arbeit des Landesbezirkes Baden. 1950 erfolgte sein Eintritt in den Ruhestand.